# Zukunft Pink
Zukunft Pink este o melodie a muzicianului german de dancehall Peter Fox, în colaborare cu cântăreața germană Inéz. A fost lansat pe 20. Octombrie 2022 ca prima lansare solo a lui Fox în peste 13 ani.
Versurile piesei sunt interpretate în raport cu culoarea roz ca un omagiu adus feminismului („Frauen rul’n die Welt“ - femeile conduc lumea”). Fox celebrează victoria asupra propriului avatar, tânjește după o utopie solemnă și celebrează viața „reală” și „nealterată”. Proiectele de miliarde de dolari precum SpaceX a lui Elon Musk sunt respinse, la fel ca politica Law-and-Order, agricultura industrială și gentrificarea. Refrenul radiază optimism ca atitudine de bază și solicită o viață și un mediu încrezător și autodeterminat. Din punct de vedere muzical, piesa se află între dancehall și rap german, ⁣⁣cu diverse influențe din genurile muzicale din Africa de Vest și de Sud.

## Video
Videoclipul însoțitor, sub regia lui Jakob Grunert, a fost publicat pe 20 octombrie 2022 pe YouTube.  Clipul a fost filmat în București, scene fiind filmate în atelierele CFR Grivița, la pasajul pietonal al Haltei Grivița și pe Turnului ANAF din Sectorul 1 (înfățișat ca bloc zburător luminat roz), precum și la Mausoleul din Parcul Carol (modificat ca pumn ridicat), pe șantierul abandonat din anii 1980 al Filarmonicii Cîntarea României și pe Strada Miletin, în spatele Pieței Alba Iulia.

## Contribuitori
- Voce : Inéz, Benjamin Asare, Daniel Stoyanov, Peter Fox
- Caval : Moses Yoffee
- Producție : Peter Fox, The Krauts
- Mixare : Yunus Cimen
- Compoziție : David Conen, Pierre Baigorry, Torsten Schroth, Vincent v Schlippenbach
- Text : David Conen, Pierre Baigorry

## Recepție
Zukunft Pink a ajuns pe 28 Octombrie 2022 numărul unu în topurile single germane . Fox și Inéz sunt astfel pentru prima dată în fruntea topurilor. 
 